# Matteo 27,53

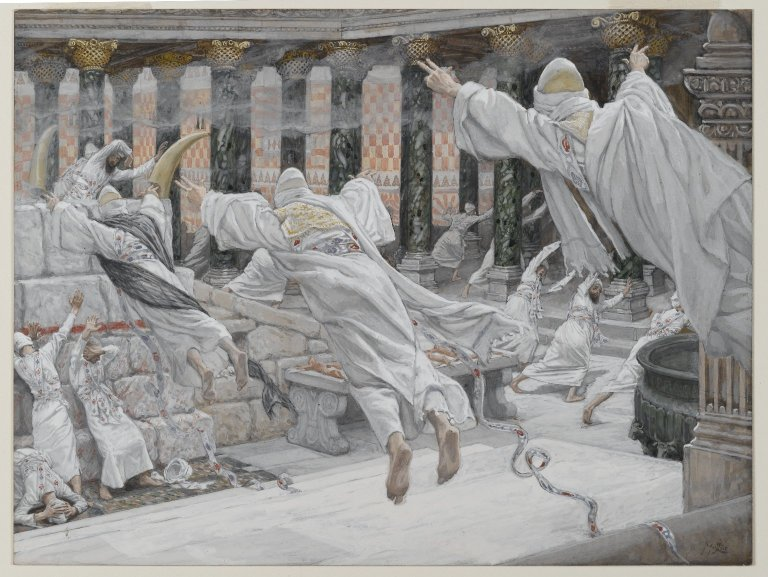
I morti appaiono nel Tempio, acquerello di James Tissot.

Matteo 27:53 è il cinquantatreesimo versetto del capitolo 27 del Vangelo secondo Matteo (27,53). Il passo biblico descrive uno dei fenomeni miracolosi che si verificarono alla morte di Gesù: i sepolcri si aprirono e molti corpi di santi risuscitarono, apparendo nella Città Santa.
La narrazione di questo miracolo è presente solo in Matteo e non ha riscontro in altri testi cristiani. L'evangelista non amplia la narrazione né in relazione agli esiti di questo prodigio né chiarendo cosa avvenne ai giusti dopo la loro apparizione. 
Nolland ha cercato di sciogliere questo mistero sostenendo che essi fecero ritorno nei sepolcri dopo una breve parentesi tra i vivi e considerando improbabile che essi avessero recuperato la loro vita mortale sulla terra. Gli studiosi moderni propendono a non assegnare storicità a questo avvenimento, preferendo una lettura simbolica. Sono state comunque proposte soluzioni alternative: ad esempio, una tesi sostiene che per "città santa" Matteo preferisca alludere non a Gerusalemme, ma al Cielo, ma una gran parte di studiosi rigetta questa ipotesi, proprio perché in un versetto dello stesso Vangelo, "città santa" è impiegata per definire Gerusalemme.
1. ↑   Mt 27,53, su La Parola - La Sacra Bibbia in italiano in Internet.